# Zdihovo (Jasztrebarszka)
Zdihovo falu Horvátországban Zágráb megyében. Közigazgatásilag Jasztrebarszkához tartozik.

## Fekvése
Zágrábtól 29 km-re délnyugatra, községközpontjától 1 km-re északra fekszik.

## Története
A település első írásos említése 1346-ban "villa Zdihovo" alakban "Jaztrebarszka" oppidiumhoz tartozó területként ("territorio et pertinenciis oppidii Jaztrebarszka") történt. Akkori birtokosa Mirko Mirin jasztrebarszkai nemes volt, aki birtokát a jasztrebarszkai Szentlélek templomnak adta.
A falunak 1857-ben 84, 1910-ben 187 lakosa volt. Trianon előtt Zágráb vármegye Jaskai járásához tartozott. 2001-ben 302 lakosa volt.

## Lakosság
| Lakosság változása | Lakosság változása | Lakosság változása | Lakosság változása | Lakosság változása | Lakosság változása | Lakosság változása | Lakosság változása | Lakosság változása | Lakosság változása | Lakosság változása | Lakosság változása | Lakosság változása | Lakosság változása | Lakosság változása |
| ------------------ | ------------------ | ------------------ | ------------------ | ------------------ | ------------------ | ------------------ | ------------------ | ------------------ | ------------------ | ------------------ | ------------------ | ------------------ | ------------------ | ------------------ |
| 1857               | 1869               | 1880               | 1890               | 1900               | 1910               | 1921               | 1931               | 1948               | 1953               | 1961               | 1971               | 1981               | 1991               | 2001               |
| 84                 | 100                | 133                | 155                | 158                | 187                | 178                | 177                | 207                | 206                | 213                | 218                | 289                | 298                | 302                |

## Külső hivatkozások
- Jasztrebaszka város hivatalos oldala
- E. Laszowsky: Stara hrvatska Županija Podgorska, Zagreb 1899.